# Mindaugas Subačius
Mindaugas Subačius (* 5. Oktober 1973 in Kaunas; † 20. Januar 2018) war ein litauischer sozialdemokratischer Politiker, Seimas-Mitglied.

## Leben
Nach dem Abitur 1991 absolvierte Mindaugas Subačius 1995 das Diplomstudium der Ökonomie und des Managements der Kommunalwirtschaft an der Vilniaus universitetas sowie von 1995 bis 1997 das MBA-Studium.
Von 1997 bis 1998 studierte er in Bassano del Grappa, Italien.
Von 1999 bis 2000 arbeitete Subačius bei UAB „Ethical products distribution“ als Kommerzdirektor, von 2000 bis 2003 bei UAB „Delite Baltic“ als Direktor, von 2002 bis 2003 bei UAB „Corriere Rosa Baltija“ und 2003 bei UAB „Eurorinka“ als Direktor, 2004 als Projektleiter bei UAB „Statybos verslo ir paslaugų korporacija“. Von 2004 bis 2008 war Subačius Mitglied im litauischen Parlament Seimas, Mitglied des Ausschusses für Menschenrechte und des Auditausschusses.
Von 1991 bis 1993 war Subačius Mitglied von AIESEC. Er war Mitglied der Darbo partija und LSDP.